# Gangbuk-gu
Gangbuk-gu (Hangul:강북구; Hanja 江北區:, Hán Việt: Giang Bắc khu) là một trong 25 quận (gu) của thủ đô Seoul, Hàn Quốc. Tên của nó bắt nguồn từ thực tế là nó nằm ở phía bắc của sông Hán. Quận này được thành lập từ Dobong-gu (도봉구) kế bên năm 1995. Thị trưởng hiện tại là Park Gyeom-su (박겸수).

## Phân cấp hành chính

Phân cấp hành chính

- Songjung-dong (송중동 松中洞); (Tùng Trung động) Dong pháp lý là Mia-dong
- Songcheon-dong (송천동 松泉洞); (Tùng Tuyền động) Dong pháp lý là Mia-dong
- Samgaksan-dong (삼각산동 三角山洞); (Tam Giác Sơn động)  Dong pháp lý là Mia-dong
- Samyang-dong (삼양동 三陽洞); (Tam Dương động) Dong pháp lý là Mia-dong
- Mia-dong (미아동 彌阿洞);[2] (Di Á động) Dong pháp lý là Mia-dong
- Beon-dong (번동  樊洞); (Phiền động) Dong pháp lý là Beon-dong
- Suyu-dong (수유동 水踰洞); (Thủy Du động) Dong pháp lý là Suyu-dong
- Insu-dong (인수동 仁壽洞); (Nhân Thọ động) Dong pháp lý là Suyu-dong
- Ui-dong (우이동 牛耳洞); (Ngưu Nhĩ động) Dong pháp lý là Ui-dong

## Vận chuyển

### Đường sắt
Seoul Metro
- Tàu điện ngầm vùng thủ đô Seoul tuyến số 4
(Dobong-gu) ← Suyu — Mia — Miasageori → (Seongbuk-gu)

## Người có danh tiếng
- Baek Shin-ji
- Gong Ju-yeong

## Đơn vị kết nghĩa

### Trong nước
- Boseong, Hàn Quốc
- Dangjin, Hàn Quốc
- Gimcheon, Hàn Quốc
- Goseong, Hàn Quốc
- Yangpyeong, Hàn Quốc

### Quốc tế
- Gia Định, Thượng Hải, Trung Quốc
- Tateyama, Toyama, Nhật Bản
- Đại Đông, Thẩm Dương, Liêu Ninh, Trung Quốc
- Yogyakarta, Indonesia
- Chatham-Kent, Ontario, Canada